# 崔叔仁
崔叔仁（？—？），清河郡东武城县（今河北省衡水市故城县）人，出自清河崔氏清河大房，东魏官员。

## 生平
崔叔仁个性轻生重义而勇于急人之难，重视深交之友，历任通直散骑侍郎、司徒司马、散骑常侍，外任骠骑将军、颍州刺史，因为贪污被御史中丞高仲密审核，兴和年间，在私人住宅被赐令自杀。临刑，崔叔仁赋了一首五言绝句与弟弟们诀别却不与大哥崔㥄，是因为他没有出很大力气营救自己。高澄担任丞相时，每次教训警戒官员时，常常以郑伯猷和崔叔仁为例来说明。

## 其他
崔叔仁曾经评价齐地的士大夫说：“齐地的人外表外表假装奉行仁义，内心却怀着计较得失的浅俗念头。即便是像羽毛那样轻的、像锥子那样尖的小利都不放过。喜好向往虚假的名声，善于附和迎合以求成名，威力和权势所在之处，侧着肩膀也要竞相进入，只要有功名利禄可图，浓鼻涕也觉得十分甘甜。与四方的人士相比，这里的人是最羡慕权势的。”

## 家族

### 父亲
- 崔休，北魏抚军将军、殿中尚书、文贞侯

### 兄弟姐妹
- 崔㥄，北齐车骑大将军、左光禄大夫、东兖州刺史、武城县公
- 崔仲文，北齐散骑常侍、光禄大夫
- 崔叔义，北魏尚书库部郎
- 崔子侃，兼通直常侍，聘梁使
- 崔子植，冀州别驾
- 崔子聿，东魏东莞太守
- 崔子度
- 崔子约，北齐考功郎、新丰县男
- 崔氏，嫁北魏秘书郎中元稚舒，江阳王元乂之子
- 崔氏，嫁北齐定州次数、博陵文简王高济

### 儿子
- 崔彦武，隋朝魏州刺史